# Irymple
Irymple is een plaats in de Australische deelstaat Victoria en telt 5740 inwoners (2006).